# فرودگاه کاوینگ
فرودگاه کاوینگ (به انگلیسی: Kavieng Airport) یک فرودگاه همگانی با کد یاتا KVG است که یک باند فرود آسفالت دارد و طول باند آن ۱۷۰۴ متر است. این فرودگاه در کشور پاپوآ گینه نو قرار دارد و در ارتفاع ۲ متری از سطح دریا واقع شده است.